# Tillandsia heubergeri
Tillandsia heubergeri är en gräsväxtart som beskrevs av Renate Ehlers. Tillandsia heubergeri ingår i släktet Tillandsia och familjen Bromeliaceae. Inga underarter finns listade i Catalogue of Life.